# EU-Überweisung
Die EU-Überweisung (auch EU-Standardüberweisung oder EU-Binnenüberweisung) war eine Auslandsüberweisung innerhalb des Europäischen Wirtschaftsraums. Die EBA Clearing hat ihren XCT-Service zur Abwicklung preisverordnungskonformer EU-Überweisungen zum 5. Dezember 2011 eingestellt. EU-Überweisungen im Sinne des nachfolgenden Artikels gibt es seither nicht mehr. Für die nachfolgende Entwicklung und aktuelle Lage siehe Europäischer Zahlungsraum (SEPA).
Durch verschiedene Verordnungen waren preisverordnungskonforme EU-Überweisungen Inlandsüberweisungen gleichgestellt. Rechtliche Grundlage dazu bildete vor allem die am 1. Juli 2003 beschlossenen EU-Verordnung 2560/2001, auch EU-Preisverordnung genannt, welche am 8. November 2003 im EWR in Kraft trat. Sie war ein wichtiger Vorstoß innerhalb des EWR zur Gebührensenkung für grenzüberschreitende Zahlungen in Euro und Realisierung des angestrebten Inlandsmarkts für bargeldlose Zahlungen durch die Modernisierung und Entwicklung einer stärker integrierten Zahlungsinfrastruktur. Die anfängliche Befürchtung, dass die verordnete Angleichung der Gebühren für Überweisungen innerhalb und zwischen EWR-Mitgliedstaaten einen Anstieg der Gebühren für Inlandszahlungen nach sich ziehen würde, bewahrheitete sich nicht.
Die EU-Verordnung 2560/2001 enthält folgende Regelungen:
- Gleichstellung der Gebühren innerhalb und zwischen der Mitgliedstaaten: Für Überweisungen und elektronische Zahlungsvorgänge (E-Banking und Nutzung von Zahlungskarten) darf das Geldinstitut nur Gebühren erheben, wie für entsprechende Überweisungen, die es innerhalb des Mitgliedstaates, in dem es niedergelassen ist, tätigt (Art. 3, Abs. 1–2).
- Sie gilt für Beträge bis 50.000 € (Art. 3, Abs. 3)
- Zur vereinfachten Abwicklung müssen Banken ihren Kunden die Internationale Bankkontonummer (IBAN) und den BIC zur Verfügung stellen (Art. 5)
- Erlaubte Währungen sind der Euro und die Währungen der Mitgliedstaaten, welche diese Verordnung auch auf ihre Währung ausdehnen möchten (Art. 9). Bislang hat nur Schweden 2002 die Verordnung auf die schwedische Krone (SEK) ausgeweitet.

Für eine preiskonforme EU-Überweisung war auch die Richtlinie 2007/64/EG (Art. 52, Abs. 2) relevant, der zufolge die Spesen bei Überweisungen in Euro zwischen Empfänger und Auftraggeber geteilt werden mussten (Gebührenregelung SHARE). Darüber hinaus konnten die Geldinstitute individuelle Kriterien zur technischen Durchführung festsetzen, wie beispielsweise die zwingende Verwendung des Empfängernamens, Anschrift, IBAN, BIC/SWIFT etc.
Als die EU-Verordnung 2560/2001 beschlossen wurde, war die Infrastruktur für eine reibungslose Abwicklung grenzüberschreitender Zahlungen nicht vorhanden – kostspielige Vereinbarungen mit Korrespondenzbanken, eine lange Abwicklungsdauer und geringe Automatisierung verursachten hohe Kosten. Deshalb kündigte der europäische Bankensektor 2002 an, bis 2010 den einheitlichen Europäischen Zahlungsraum (SEPA) zu schaffen. Die Gründung der SEPA führte zur Harmonisierung der Verfahren, Vorschriften und Standards der Zahlungsmittel. Diese Entwicklung der SEPA verlief unabhängig zur EU-Verordnung 2560 für die begünstigten EU-Überweisungen, steht aber auch bei diesen gewissermaßen als technisch-organisatorischer Rahmen für Auslandsüberweisungen im Hintergrund.
Mit der Verordnung (EG) Nr. 924/2009 über grenzüberschreitende Zahlungen in der Gemeinschaft wurden Unterschiede zwischen den Gebühren für grenzüberschreitende und solche für inländische Zahlungen in Euro abgeschafft. Verordnung (EU) Nr. 260/2012 wurden die technischen Voraussetzungen für Überweisungen und Lastschriften in Euro festgelegt.
Im Alltag wurde die EU-Überweisung bis zu deren Einstellung durch den Europäischen Zahlungsverkehrsausschuss am 5. Dezember 2011 zunehmend durch die SEPA-Überweisung ersetzt. In Österreich erfolgte die Umstellung endgültig per 1. Februar 2014.